# Chlamydocardia
Genre
Chlamydocardia Lindau est un genre de plantes à fleurs de la famille des Acanthaceae.

## Liste d'espèces
Selon Catalogue of Life (5 janvier 2018) :
- Chlamydocardia buettneri Lindau
- Chlamydocardia subrhomboidea Lindau

Selon NCBI (5 janvier 2018) :
- Chlamydocardia buettneri
- Chlamydocardia subrhomboidea

Selon The Plant List (5 janvier 2018) :
- Chlamydocardia buettneri Lindau
- Chlamydocardia lanciformis Lindau
- Chlamydocardia subrhomboidea Lindau

Selon Tropicos (5 janvier 2018) (Attention liste brute contenant possiblement des synonymes) :
- Chlamydocardia buettneri Lindau
- Chlamydocardia lanciformis Lindau
- Chlamydocardia nuda C.B. Clarke
- Chlamydocardia subrhomboidea Lindau